# Estratosférica
Estratosférica é o trigésimo sexto álbum de estúdio da cantora brasileira Gal Costa lançado em 26 de maio de 2015, pela Sony Music.

## Gravação e produção
Em 27 de julho de 2014, Gal Costa anunciou que começaria a trabalhar em um novo álbum de estúdio, com direção artística de Marcus Preto. O álbum teria produção musical dividida entre Moreno Veloso e Alexandre Kassin. 
A cantora revelou aos poucos os detalhes do repertório inédito que Marcus Preto vinha buscando para o projeto. Em 1º de agosto de 2014, Gal estreou em São Paulo, também sob direção de Marcus Preto, um espetáculo de voz, violão e guitarra chamado "Espelho d'Água", nome de uma canção inédita composta por Marcelo Camelo e seu irmão Thiago Camelo, dada à cantora, que figura na lista de faixas do álbum que estava sendo produzido . Tempos depois, durante entrevista ao apresentador Amaury Jr., Gal revelou que havia ganhado canções de Marisa Monte e Arnaldo Antunes. Na época, a ideia era que o novo trabalho fosse lançado em 2014, no entanto, apesar de anunciado no começo do ano, o álbum ainda não tinha começado a ser gravado efetivamente.
Gal só entraria no estúdio RootSans, em São Paulo, no final de 2014. O lançamento do álbum aconteceria em maio de 2015. A capa do disco foi divulgado pela própria cantora, através de seu perfil na rede social Facebook, em 6 de maio de 2015. Nela, a cantora aparece em foto de Bob Wolfenson.
Estratosférica tem canções inéditas escritas por Mallu Magalhães, Caetano Veloso, Thalma de Freitas, João Donato, Céu, Lira, Jonas Sá e Tom Zé, entre outros. Também estão no disco a primeira composiçao gravada de Zeca Velloso, "Você me Deu", parceria com o pai Caetano. E a estreia da parceria entre Milton Nascimento e Criolo. A versão em CD do álbum traz 14 faixas, incluindo "Ilusão à Toa" (Johnny Alf), que foi incluída como bônus pela gravadora Sony Music, pois fazia parte da trilha da novela "Babilônica", da Rede Globo. 
Duas faixas que foram gravadas no mesmo contexto ficaram de fora das versões físicas do álbum, mas estão nas edições virtuais: "Átimo de Som" (Zé Miguel Wisnik/ Arnaldo Antunes e "Vou Buscar Você pra Mim" (Guilherme Arantes).
Paralelamente a gravação do novo álbum de estúdio, a cantora articulou a apresentação do espetáculo onde canta canções do compositor brasileiro Lupicínio Rodrigues (1914-1974). O trabalhou foi aprovado pelo projeto Natura Musical e, não impacta na produção do álbum de estúdio, tendo em vista que esse só terá início após a turnê de promoção de Estratosférica.
O show "Estratosférica" estreou no Teatro Castro Alves, na Bahia, no dia 27 de setembro de 2015 - um dia depois do aniversário de 70 anos da cantora.  A banda contava com Guilherme Monteiro na guitarra e violão, Fábio Sá no baixo e Maurício Fleury no teclado e guitarra, além de Pupillo na bateria e direção musical. O roteiro e direção geral foram assinados por Marcus Preto.
| Críticas profissionais | Críticas profissionais |
| Avaliações da crítica  | Avaliações da crítica  |
| Fonte                  | Avaliação              |
| ---------------------- | ---------------------- |
| Mauro Ferreira         | 5 de 5 estrelas.       |
| O Estado de S.Paulo    | 5 de 5 estrelas.       |

## Lista de faixas
| CD             |                            |                                             |         |  |
| N.º            | Título                     | Compositor(es)                              | Duração |  |
| 1.             | "Sem Medo Nem Esperança"   | Antonio Cicero, Arthur Nogueira             | 3:24    |  |
| 2.             | "Jabitacá"                 | Junio Barreto, Lira, Bactéria               | 3:08    |  |
| 3.             | "Estratosférica"           | Pupillo, Barreto, Céu                       | 3:02    |  |
| 4.             | "Ecstasy"                  | Thalma de Freitas, João Donato              | 3:29    |  |
| 5.             | "Dez Anjos"                | Milton Nascimento, Criolo                   | 3:16    |  |
| 6.             | "Espelho d'Água"           | Marcelo Camelo, Thiago Camelo               | 3:23    |  |
| 7.             | "Quando Você Olha pra Ela" | Mallu                                       | 4:27    |  |
| 8.             | "Por Baixo"                | Tom Zé                                      | 2:59    |  |
| 9.             | "Casca"                    | Alberto Continentino, Jonas Sá              | 3:24    |  |
| 10.            | "Muita Sorte"              | Lincoln Olivetti, Rogê                      | 3:57    |  |
| 11.            | "Amor Se Acalme"           | Arnaldo Antunes, Marisa Monte, Cezar Mendes | 2:11    |  |
| 12.            | "Anuviar"                  | Moreno Veloso, Domenico Lancellotti         | 4:05    |  |
| 13.            | "Você Me Deu"              | Zeca Veloso, Caetano Veloso                 | 2:40    |  |
| 14.            | "Ilusão à Toa" (Bônus)     | Johnny Alf                                  | 2:56    |  |
| Duração total: | Duração total:             | Duração total:                              | 46:21   |  |

| Edição digital |                           |                             |         |  |
| N.º            | Título                    | Compositor(es)              | Duração |  |
| 14.            | "Vou Buscar Você pra Mim" | Guilherme Arantes           |         |  |
| 15.            | "Átimo de Som"            | Antunes, José Miguel Wisnik |         |  |
| 16.            | "Ilusão à Toa" (Bônus)    | Johnny Alf                  | 2:56    |  |

| Vinil (Lado A) |                          |                                 |         |  |
| N.º            | Título                   | Compositor(es)                  | Duração |  |
| 1.             | "Sem Medo Nem Esperança" | Antonio Cicero, Arthur Nogueira | 3:24    |  |
| 2.             | "Jabitacá"               | Junio Barreto, Lira, Bactéria   | 3:08    |  |
| 3.             | "Estratosférica"         | Pupillo, Barreto, Céu           | 3:02    |  |
| 4.             | "Ecstasy"                | Thalma de Freitas, João Donato  | 3:29    |  |
| 5.             | "Dez Anjos"              | Milton Nascimento, Criolo       | 3:16    |  |
| 6.             | "Espelho d'Água"         | Marcelo Camelo, Thiago Camelo   | 3:23    |  |

| Vinil (Lado B) |                            |                                             |         |  |
| N.º            | Título                     | Compositor(es)                              | Duração |  |
| 1.             | "Quando Você Olha pra Ela" | Mallu                                       | 4:27    |  |
| 2.             | "Por Baixo"                | Tom Zé                                      | 2:59    |  |
| 3.             | "Casca"                    | Alberto Continentino, Jonas Sá              | 3:24    |  |
| 4.             | "Muita Sorte"              | Lincoln Olivetti, Rogê                      | 3:57    |  |
| 5.             | "Amor Se Acalme"           | Arnaldo Antunes, Marisa Monte, Cezar Mendes | 2:11    |  |
| 6.             | "Anuviar"                  | Moreno Veloso, Domenico Lancellotti         | 4:05    |  |
| 7.             | "Você Me Deu"              | Zeca Veloso, Caetano Veloso                 | 2:40    |  |

## Histórico de lançamento
| País   | Data               | Formato                       | Gravadora  | Ref.        |
| ------ | ------------------ | ----------------------------- | ---------- | ----------- |
| Brasil | 22 de maio de 2015 | CD · Vinil · Download digital | Sony Music | [ 8 ] [ 9 ] |